# Verónica Cuervo
Verónica Cuervo (Ciudad de México, 1958) es una artista visual independiente mexicana. Su trabajo se desarrolla en el campo de la fotografía contemporánea, así como en la cinematografía.

## Formación académica
Estudió Artes Plásticas en la Universidad de las Américas y Filosofía en la Universidad Autónoma de México.

## Trayectoria
Ha realizado varias exposiciones individuales y participado en muchas exposiciones colectivas tanto en México como en el extranjero.

## Líneas de pensamiento
Sus imágenes se alejan de toda realidad aparente presentándonos una transitoriedad.

No pretendo abstraer ni representar la realidad. Solo busco entender un poco más acerca de lo real en su cambio permanente, explorando la continuidad/discontinuidad del movimiento - sea físico o mental - siempre en el contexto de una línea del tiempo.
Verónica Cuervo

Su trabajo va más allá de la convencionalidad y se aleja de los usos habituales de la cámara fotográfica a través de la experimentación con la luminosidad, así como con la velocidad y el movimiento transportando al espectador a otros mundos. Como las describe Jeannette Betancourt, las fotografías de Verónica Cuervo representan una condición de hiperrealidad que verifica el desplazamiento sobre las nociones de certidumbre hacia el terreno de lo incierto. Es así como la realidad rebasada se nos muestra difusa e indeterminada, reflejando el impulso centrífugo de un espacio-temporalidad que la desplaza en múltiples direcciones.